# جاستین تاونز ارل
جاستین تاونز ایرل (انگلیسی: Justin Townes Earle; ۴ ژانویهٔ ۱۹۸۲ – ۲۰ اوت ۲۰۲۰) خواننده-ترانه‌پرداز و موسیقی‌دان اهل ایالات متحده آمریکا بود. او پس از انتشار اولین ای‌پی خود با عنوان یاما (۲۰۰۷)، هشت آلبوم کامل را منتشر کرد. او با کسب جایزه موسیقی آمریکانا به عنوان هنرمند نوظهور سال در سال ۲۰۰۹ و «بلوز رودخانه هارلم» به‌عنوان ترانه سال در ۲۰۱۱ شناخته شد. پدر او استیو ارل، هنرمند سبک آلترناتیو کانتری است.